# Баркісімето
Баркісіме́то (ісп. Barquisimeto ісп. вимова: [baɾkisiˈmeto]) — місто на північному заході Венесуели, столиця та найбільше місто штату Лара.
Населення — 1 018 900 жителів (2009).
Знаходиться в гірській долині хребта Кардильєра-де-Мерида, за 260 км на захід від Каракаса, з яким з'єднаний залізничною колією та шосе.
Місто засноване в XVI столітті, сильно постраждав під час землетрусу 1812 року.
Центр шкіряної та тютюнової промисловості. Центр с/г регіону, де вирощують каву, цукор, какао.
Університет Лісандро Альварадо, який заснований в 1963 році.

## Українці в Баркісімето

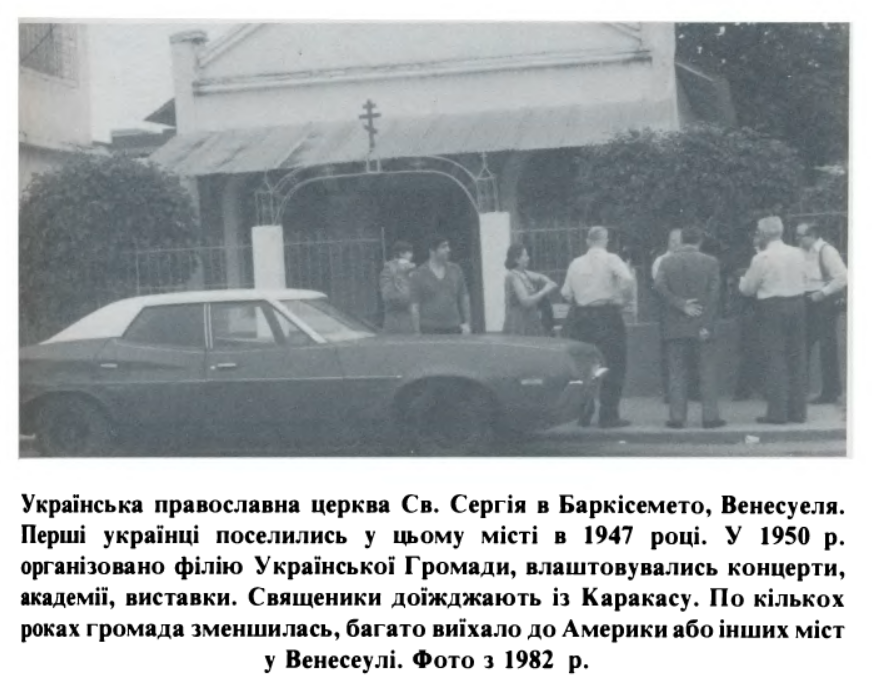
Українська православна церква Св. Сергія в Баркісімето.

Від 1950-их років у місті діяла активна українська громада, яка заснувала православну церкву Св. Сергія.